# Лазовская, Агния Александровна
Агния Александровна Лазо́вская  (урождённая — Карако́сова; 1907—2000) — советская певица (колоратурное и лирическое сопрано).

## Биография
Родилась 29 ноября (12 декабря) 1907 года в Санкт-Петербурге. Окончила медицинский техникум (1928). Работала медсестрой, счетоводом, солисткой хора Государственной академической хоровой капеллы (1932—1935), вновь медсестрой. Продолжая занятия под руководством А. В. Смирнова, выступала в концертах, побеждала в смотрах (олимпиадах) художественной самодеятельности.
В 1938—1944 годах солистка ЛАТОБ имени С. М. Кирова, единственная в истории Кировского театра без специального музыкального образования. Эвакуировалась с ним в Молотов. Принимала участие в спектаклях Молотовского театра в городах области (Кизел, Краснокамск). Выезжала с концертными бригадами на фронты и к шахтерам Кузбасса. В 1944 году осталась в Молотове и работала в Молотовском АТОБ до октября 1950 года. Концертировала в Ленинграде, в различных городах России и Украины. Отличалась голосом широкого диапазона, позволявшим исполнять партии как колоратурного, так и драматического сопрано. В декабре 1950 года вернулась в Ленинград. В 1998 году в Мариинском театре, в котором артистка проработала в общей сложности 25 лет, состоялся торжественный вечер в её честь.
Умерла 30 декабря 2000 года. Похоронена в Санкт-Петербурге на Новодевичьем кладбище.

## Награды и премии
- заслуженная артистка РСФСР (6.7.1946)
- Сталинская премия второй степени (1951) — за исполнение партии Ирины Шаховской в оперном спектакле «Иван Болотников» Л. Б. Степанова на сцене Молотовского АТОБ имени П. И. Чайковского

## Оперные партии
- «Травиата» Дж. Верди — Виолетта
- «Лакме» Л.. Делиба — Лакме
- «Дон Жуан» Моцарта — Анна
- «Севастопольцы» М. В. Коваля — Ануш
- «Риголетто» Дж. Верди — Джильда
- «Дон Карлос» Дж. Верди — Эболи
- «Фауст» Ш. Гуно — Маргарита
- «Кармен» Бизе — Микаэла
- «Севильский цирюльник» Дж. Россини — Розина
- «Иван Сусанин» М. И. Глинки — Антонида
- «Ромео и Джульетта» Ш. Гуно — Джульетта
- «Иоланта» П. И. Чайковского — Иоланта
- «Иван Болотников» Л. Б. Степанова — Ирина Шаховская
- «Хованщина» М. П. Мусоргского — Марфа
- «Пиковая дама» П. И. Чайковского — Прилепа